# Stephanie Beatriz
 (janvier 2025).
 (janvier 2025).
La mise en forme du texte ne suit pas les recommandations de Wikipédia : il faut le « wikifier ».
Les points d'amélioration suivants sont les cas les plus fréquents. Le détail des points à revoir est peut-être précisé sur la page de discussion.
- Les titres sont pré-formatés par le logiciel. Ils ne sont ni en capitales, ni en gras.
- Le texte ne doit pas être écrit en capitales (les noms de famille non plus), ni en gras, ni en italique, ni en « petit »…
- Le gras n'est utilisé que pour surligner le titre de l'article dans l'introduction, une seule fois.
- L'italique est rarement utilisé : mots en langue étrangère, titres d'œuvres, noms de bateaux, etc.
- Les citations ne sont pas en italique mais en corps de texte normal. Elles sont entourées par des guillemets français : « et ».
- Les listes à puces sont à éviter, des paragraphes rédigés étant largement préférés. Les tableaux sont à réserver à la présentation de données structurées (résultats, etc.).
- Les appels de note de bas de page (petits chiffres en exposant, introduits par l'outil «  Source ») sont à placer entre la fin de phrase et le point final[comme ça].
- Les liens internes (vers d'autres articles de Wikipédia) sont à choisir avec parcimonie. Créez des liens vers des articles approfondissant le sujet. Les termes génériques sans rapport avec le sujet sont à éviter, ainsi que les répétitions de liens vers un même terme.
- Les liens externes sont à placer uniquement dans une section « Liens externes », à la fin de l'article. Ces liens sont à choisir avec parcimonie suivant les règles définies. Si un lien sert de source à l'article, son insertion dans le texte est à faire par les notes de bas de page.
- La présentation des références doit suivre les conventions bibliographiques. Il est recommandé d'utiliser les modèles {{Ouvrage}}, {{Chapitre}}, {{Article}}, {{Lien web}} et/ou {{Bibliographie}}. Le mode d'édition visuel peut mettre en forme automatiquement les références.
- Insérer une infobox (cadre d'informations à droite) n'est pas obligatoire pour parachever la mise en page.

Pour une aide détaillée, merci de consulter Aide:Wikification.
Si vous pensez que ces points ont été résolus, vous pouvez retirer ce bandeau et améliorer la mise en forme d'un autre article.
Pour les articles homonymes, voir Beatriz.
Stephanie Beatriz, née le 10 février 1981 à Neuquén (Argentine), est une actrice et productrice de cinéma argentine naturalisée américaine. Elle est principalement connue pour son rôle de Rosa Diaz dans la série télévisée Brooklyn Nine-Nine, qu'elle joue entre 2013 et 2021.

## Biographie
Beatriz naît le 10 février 1981 en Argentine,, à Neuquén. Son père est colombien et sa mère est bolivienne. Elle émigre aux États-Unis vers l'âge de trois ans, avec ses parents et une sœur cadette à Webster, au Texas, à quelques kilomètres de Houston,. 
Après avoir suivi des cours d'art oratoire, elle participe à des pièces de théâtre à l'école, ce qui lui donne envie de devenir actrice. Elle acquiert la nationalité américaine à l'âge de 18 ans. Elle fait des études universitaires à Columbia dans le Missouri. Une fois son diplôme obtenu, elle déménage à New York pour pratiquer son métier d'actrice. En 2010, elle déménage à Los Angeles.
Beatriz fait de nombreuses apparitions sur scène à travers les États-Unis, notamment au Festival Shakespeare de l'Oregon, Theatreworks, l'Old Globe Theatre et le Yale Repertory Theatre[réf. nécessaire].
Elle a tenu des rôles mineurs dans la série policière Southland, The Closer : L.A. enquêtes prioritaires ainsi que Modern Family.
À partir de 2013, elle fait partie de la distribution principale de Brooklyn Nine-Nine, une série télévisée d'action-comédie racontant le quotidien d'une équipe de police à Brooklyn. Beatriz y joue la lieutenant Rosa Diaz.

## Carrière
Après avoir eu des rôles mineurs dans des séries policières The Closer and Southland et le rôle récurrent de la sœur de Gloria dans la comédie de Modern Family, elle se révèle dans la série Brooklyn Nine-Nine en 2013. Elle a aussi joué dans des films notamment dans le rôle de Bonnie dans The Light of the Moon, écrit et dirigé par Jessica M. Thompson, où sa performance est reconnue notamment par le Hollywood Reporter « Beatriz offre une performance authentique puissante et inébranlable ». Chez Variety on parle « d'une performance parfaitement maitrisée ». Le film a été promu en 2017 au South by Southwest Film Festival où il a gagné le prix du public du meilleur long métrage.
De 2018 à 2019, elle prête sa voix au personnage de Gina Cazador dans BoJack Horseman ainsi que la voix de Mirabel Madrigal, le personnage principal du dessin animé de Disney Encanto. En 2021, elle donne sa voix et produit le podcast Tejana sur la procédure criminelle à l’encontre des Texas Rangers.
En 2019, elle copréside la cérémonie de récompense de l'union nationale des médias hispaniques avec Melissa Fumero qui joue avec elle dans Brooklyn Nine Nine.
Elle apparait en 2021 dans In the Heights, l'adaptation du film de Lin Manuel Miranda.
Elle a aussi commencé un podcast de science-fiction Solar et le podcast Wondery's Twin Flames sur une secte de rencontre.

## Vie privée
Elle révèle lors d'une interview pour le magazine In Style, avoir été atteinte de troubles du comportement alimentaire lors du tournage de la série télévisée Brooklyn Nine-Nine : « Voici comment je me préparais pour les tournages : je stressais. Je regardais dans le miroir et séparais mon corps, mon visage. Je zoomais sur des zones que je détestais, comme mes fesses et mon ventre. Et puis je commençais la restriction alimentaire obsessionnelle et les entraînements compulsifs ». 
En juillet 2016, Stephanie Beatriz révèle sur Twitter sa bisexualité,,. En octobre 2017, elle annonce ses fiançailles avec l'acteur Brad Hoss. Ils se marient le 6 octobre 2018 à Los Angeles en Californie. Sa fille naît en fin d’année 2021.

## Filmographie

### Cinéma

#### Longs métrages
- 2013 : States of Grace (Short Term 12) de Destin Daniel Cretton : Jessica
- 2014 : Le Second Souffle (You're Not You) de George C. Wolfe : Jill
- 2016 : Pee-wee's Big Holiday de John Lee : Freckles
- 2016 : L'Âge de glace : Les Lois de l'Univers (Ice Age: Collision Course) de Michael Thurmeier et Galen Tan Chu : Gertie (voix)
- 2017 : The Light of the Moon (en) de Jessica M. Thompson (en) : Bonnie (également productrice)
- 2018 : Half Magic (en) de Heather Graham : Candy
- 2019 : La Grande Aventure Lego 2 (The Lego Movie 2: The Second Part) de Mike Mitchell et Trisha Gum : Sweet Mayhem (voix)
- 2020 : D'où l'on vient (In The Heights) de Jon Chu : Carla
- 2021 : Encanto de  Byron Howard, Jared Bush et Charise Castro Smith : Mirabel (voix originale)

#### Court métrage
- 2016 : Closure de Wallace Langham : Isabelle Davis (également productrice)

### Télévision

#### Séries télévisées
- 2009 : The Closer : L.A. enquêtes prioritaires (The Closer) de James Duff : Camilla Santiago (saison 5, épisode 13)
- 2013-2019 : Modern Family de Christopher Lloyd II et Steven Levitan : Sonia (rôle récurrent - 3 épisodes)
- 2013 : Southland de Ann Biderman : Belinda Cargrove (saison 5, épisode 4)
- 2013 : Jessie de Pamela Eells O'Connell : Salma Espinosa (saison 2, épisode 12)
- 2013 : Hello Ladies de Stephen Merchant : Une portière (saison 1, épisode 2)
- 2015 : Axe Cop (série télévisée) (en) de Ethan Nicolle et Malachai Nicolle : Hasta Mia (voix - saison 2, épisode 4)
- 2013-2021 : Brooklyn Nine-Nine de Dan Goor et Michael Schur : détective Rosa Diaz (rôle principal - 153 épisodes - terminé)
- 2017-2018 : Bob's Burgers de Loren Bouchard : Chloe Barbash / Julia / Alien Baby (voix - 3 épisodes)
- 2017 : Danger & Eggs (en) de Shadi Petosky et Mike Owens : Sheriff Luke / Captain Banjo Kid (voix - 4 épisodes)
- 2018 : BoJack Horseman de Raphael Bob-Waksberg : Gina Cazador (voix - 8 épisodes)
- 2019 : Au fil des jours (One Day at a Time) de Gloria Calderón Kellett et Mike Royce : Pilar (saison 3, épisode 1)
- 2019 : Into the Dark de James Roday : Elena (rôle principal - saison 1, épisode 6)
- 2020-2021 : La Bande à Picsou : Poussinette Canardstein (Gosalyn Waddlemeyer en VO) (voix - 2 épisodes)
- 2021 : Jurassic World : La Colo du Crétacé : Tiff (voix - 6 épisodes)
- 2022 : La Légende de Vox Machina : Lady Kima de Vord (voix)
- 2023 : Twisted Metal
- 2024: Hazbin Hotel : Vaggie (voix)
- 2024: Espion à l'ancienne : Didi

#### Téléfilms
- 2012 : The Smart One de Michael Fresco : Natalee
- 2017 : The New V.I.P.'s de Mark Brooks : Elena (voix)